# Ступаков, Михаил Иванович
Михаил Иванович Ступаков (1924—1971) — советский гвардии старший сержант, командир расчёта 2-й миномётной роты 88-го гвардейского стрелкового полка, 33-й гвардейской стрелковой дивизии, 39-й армии, 3-го Белорусского фронта. Полный кавалер Ордена Славы.

## Биография
Родился 19 сентября 1924 года в деревне Гудовка, Суражская волость, Клинцовский уезд, Гомельской губернии, РСФСР, СССР в крестьянской семье, позже семья перебралась в Сталинскую область. Окончил школу и два курса Донецкого горного техникума.
С 1943 года призван в ряды РККА и направлен в действующую армию, воевал на 4-м Украинском, 1-м Прибалтийском и 3-м Белорусском фронтах. С 1944 года — миномётчик, наводчик миномёта, заряжающий миномёта и командир расчёта 2-й миномётной роты 88-го гвардейского стрелкового полка, 33-й гвардейской стрелковой дивизии, 39-й армии. Участник Крымской, Вильнюсской, Шяуляйской, Мемельской и Восточно-Прусской наступательных операциях.
18 августа 1944 года наводчик миномёта гвардии рядовой М. И. Ступаков с расчётом севернее города Кельме (Литва) при отражении вражеской атаки из миномёта ликвидировал пулемёт противника и свыше отделения пехоты. За это 30 августа 1944 года Указом Президиума Верховного Совета СССР М. И. Ступаков был награждён Орденом Славы 3-й степени.
5 октября 1944 года заряжающий миномёта гвардии младший сержант М. И. Ступаков в 8—10 километрах северо-восточнее города Кельме из миномёта подавил две огневые точки, чем содействовал успешному продвижению стрелковых подразделений. 26 ноября 1944 года Указом Президиума Верховного Совета СССР М. И. Ступаков был награждён Орденом Славы 2-й степени.
С 6 по 10 апреля 1945 года командир расчёта гвардии старший сержант М. И. Ступаков в составе батареи в сражении за город Кёнигсберг подавил четыре миномётные батареи, несколько пулемётных точек и истребил до взвода пехоты противника. 29 июня 1945 года Указом Президиума Верховного Совета СССР М. И. Ступаков был перенаграждён Орденом Славы 1-й степени.
В 1947 году гвардии старший сержант М. И. Ступаков демобилизовался из рядов Советской армии. Жил в городе Симферополь, работал заведующим склада хлебозавода. В 1949 года переехал в город Ясиноватая, в 1963 году окончил Донецкий техникум общественного питания, работал директором комбината общественного питания Ясиноватского райпотребсоюза.
Умер 30 мая 1971 года в городе Ясиноватая.

## Награды
- Орден Славы I степени (29.06.1945)
- Орден Славы II степени (26.11.1944)
- Орден Славы III степени (30.08.1944)
- Орден Отечественной войны II степени (31.05.1945)
- Орден Красной Звезды (22.03.1945)
- Медаль «За боевые заслуги» (21.05.1944)